# Zséda
Zséda, pseudonimo di Adrienn Zsédenyi (Pápa, 30 dicembre 1974), è una cantante ungherese.

## Biografia
Zséda si è fatta conoscere con la pubblicazione dell'album in studio di debutto eponimo del 2002, che si è fermato al 7º posto della graduatoria nazionale e che per aver venduto oltre 15 000 esemplari è divenuto disco d'oro. Lo stesso è stato susseguito dai dischi Zséda-vue (2004; premiato con un Fonogram Award) e Ünnep (2005), entrambi certificati platino dalla Magyar Hangfelvétel-kiadók Szövetsége.
L'artista ha ottenuto due ulteriori dischi d'oro nella carriera: uno per Rouge (2008), riconosciuto con il Fonogram Award all'album pop rock e classico del 2009 e classificatosi in 4ª posizione in Ungheria, e l'altro per Ötödik érzék (2012). Qualche anno dopo ha fatto parte della giuria di A Dal, il processo di selezione eurovisiva ungherese, per due edizioni consecutive.

## Discografia

### Album in studio
- 2002 – Zséda
- 2004 – Zséda-vue
- 2005 – Ünnep
- 2008 – Rouge
- 2012 – Ötödik érzék
- 2016 – Kémia
- 2021 – Szívizomláz

### Album dal vivo
- 2009 – Koncert rouge

### Singoli
- 2002 – Valahol egy férfi vár
- 2003 – Mennem kell tovább
- 2003 – Szeress most!
- 2004 – Motel
- 2005 – Újhold
- 2005 – Mindhalálig mellettem
- 2008 – Fekete rúzs
- 2011 – Legyen úgy!
- 2012 – Más világ
- 2013 – Dance
- 2013 – Hétköznapi mennyország
- 2014 – Hány percet élsz
- 2015 – Legyél a másé (con Csaba Vastag)
- 2016 – Óceán
- 2017 – Eperhold
- 2018 – Fosszíliák
- 2019 – LaLaLaLa (Tandemugrás)
- 2020 – Életben maradni
- 2020 – Csak a szívemet dobom eléd
- 2021 – Hello (con Attila Kökény)
- 2021 – Lélegző (con Predikator, Linda Király, Viktor Király, Attila Kökény e Ákos Dobrády)
- 2022 – Esik a hó
- 2024 – Egy ölelés a világ (con Attila Dolhai)